# Осока ситничковая
Осо́ка си́тничковая (лат. Carex juncella) — многолетнее травянистое растение, вид рода Осока (Cárex) семейства Осоковые (Cyperáceae).
Часто рассматривается как подвид осо́ки чёрной — Carex nigra subsp. juncella.
Систематиком Егоровой Т. В. эта осока, имеющая высокие и тонкие стебли и относительно более длинные листья, выделяется в отдельный вид из-за различий с осокой чёрной в форме роста: образует кочки, и нет ползучих корневищ; в то время как вид Carex nigra образует дерновины и у него есть побеги с длинными ползучими корневищами.

## Ботаническое описание
Многолетнее травянистое растение высотой 20—50 см, образует довольно большие кочки, достигающие 30—50 см.
Корни с рыжеватыми или желтыми корневыми волосками.
Листья узкие, до 1,5 мм шириной. По листьям вид можно спутать с осокой дернистой, у которой листья достигают до 2—3 мм.
Колосками схожа с осокой чёрной.

## Распространение
На территории России в Мордовии, Татарстане, Чувашии, в Брянской, Владимирской, Калужской, Липецкой, Московской, Орловской, Рязанской, Смоленской, Тамбовской, Тверской, Ульяновской, Ярославской областях; прежде указывалась для Самарской области, но надёжные материалы, подтверждающие наличие, отсутствуют.
В европейской России распространён в нечернозёмной полосе, чаще в её северной части. Торфяные осоковые болота, заболоченные заросли кустарников, берега водоемов.
На низинных и переходных болотах, на заболоченных лугах, по берегам торфяных водоёмов.

## Охрана
Включена в Красную книгу Вологодской области.